# Usha Vance

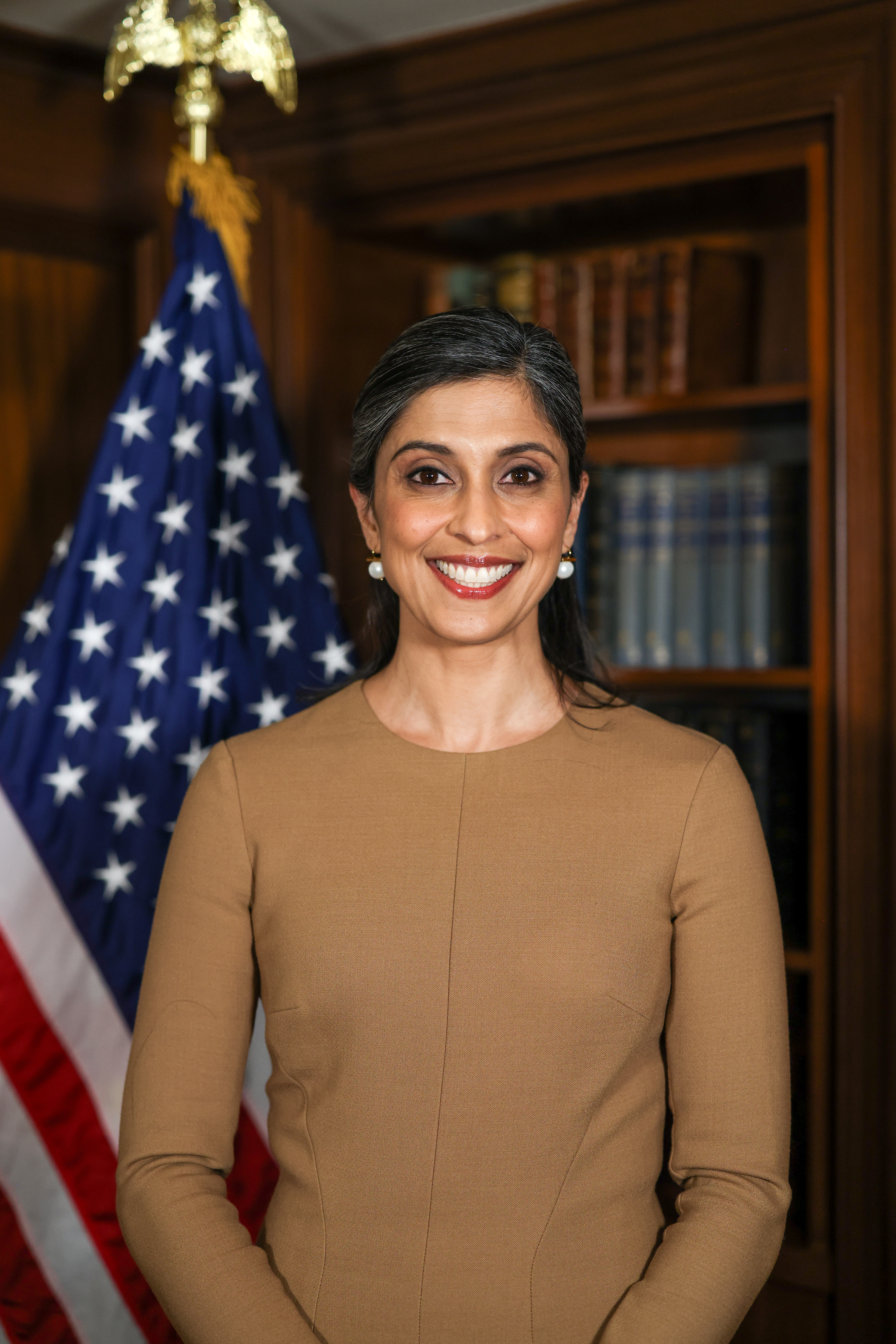
Usha Vance (2025)

Usha Chilukuri Vance (* 6. Januar 1986 in San Diego, Kalifornien als Usha Bala Chilukuri) ist eine US-amerikanische Juristin und Anwältin. Als Ehefrau des Politikers JD Vance ist sie die Second Lady der Vereinigten Staaten.

## Laufbahn
Usha Vance wurde als Usha Bala Chilukuri in Kalifornien als Kind indischer Eltern aus Andhra Pradesh geboren, deren Muttersprache Telugu war und die in den 1980er Jahren in die USA ausgewandert waren. Ihr Vater Krish Chilukuri war Maschinenbauingenieur am IIT Madras in Indien und Dozent an der San Diego State University; ihre Mutter Lakshmi Chilukuri war Molekularbiologin und Rektorin an der University of California, San Diego. Sie hat eine Schwester namens Shreya. Vance wuchs in einer Vorstadt von San Diego auf, ging auf die Mt. Carmel High School und war eine gute Schülerin. Sie studierte an der Yale University, wo sie Mitglied von Phi Beta Kappa war. Sie schloss ihr Studium 2007 summa cum laude in Geschichte ab. Nach ihrem Abschluss unterrichtete sie als Yale-China Teaching Fellow an der Sun-Yat-sen-Universität in Guangzhou Englisch und amerikanische Geschichte. Anschließend besuchte Vance als Gates Cambridge Scholar das Clare College in Cambridge, England, und erwarb 2010 einen Master of Philosophy in früher moderner Geschichte. 2013 erwarb Vance ihren Juris Doctor an der Yale Law School, wo sie Redakteurin des Yale Law Journal und geschäftsführende Redakteurin des Yale Journal of Law & Technology war.
Nach ihrem Studium arbeitete sie als Law clerk für die Richter Amul Thapar in Kentucky (2013–2014), Brett Kavanaugh am Court of Appeals for the District of Columbia Circuit (2014–2015) und John Roberts am US Supreme Court (2017–2018). Danach arbeitete sie als Anwältin für die Kanzlei Munger, Tolles & Olson in den Büros in San Francisco und Washington, D.C., wo sie knapp sechs Jahre lang als Associate tätig war. Vance war auch im Board of Directors der Gates Cambridge Alumni Association und Sekretärin des Boards des Cincinnati Symphony Orchestra. Sie zog sich im Juli 2024 von ihrer Arbeit als Juristin zurück, um sich während der Präsidentschaftswahlen 2024 auf die Kandidatur ihres Mannes für das Amt des Vizepräsidenten zu konzentrieren. Sie beriet ihn, reiste mit zu Wahlkampfveranstaltungen und trat gelegentlich mit ihm auf der Bühne bei Veranstaltungen auf. Im November 2024, als JD Vance mit dem Wahlsieg von Donald Trump der designierte Vizepräsident der Vereinigten Staaten wurde, wurde Usha Vance designierte Second Lady. Sie ist die erste Second Lady mit einem asiatischen bzw. indischen Hintergrund.

## Privatleben

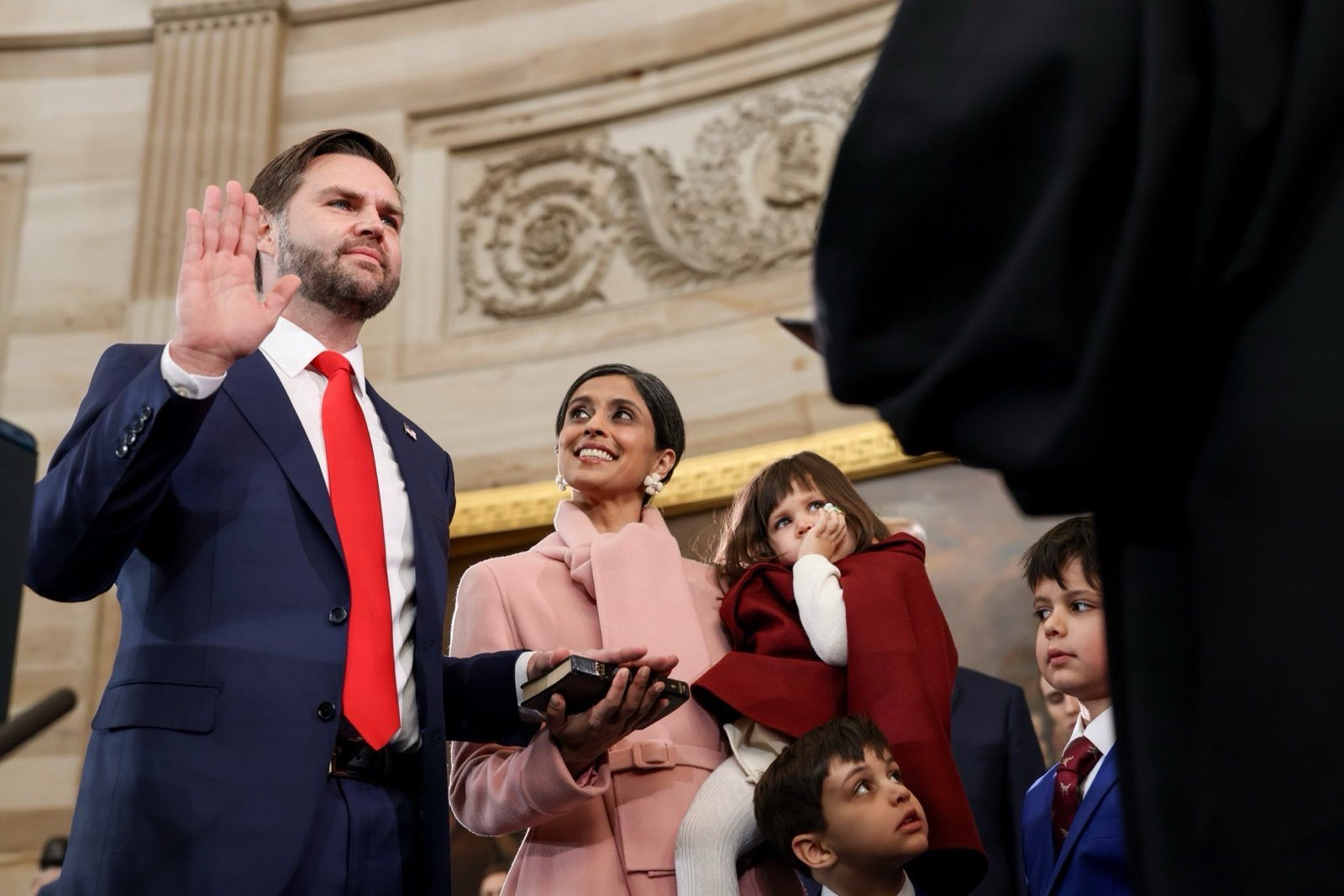
Usha Vance mit ihrem Ehemann und ihren Kindern (2025)

Usha Chilukuri heiratete JD Vance im Jahr 2014 in Kentucky in einer interreligiösen Ehe, da Usha hinduistisch ist, während ihr Mann sich zum Christentum bekennt. Das Paar lernte sich während ihres gemeinsamen Studiums an der Yale Law School kennen, als sie 2013 einer Diskussionsgruppe zum Thema „sozialer Niedergang im weißen Amerika“ beitraten. Das Paar hat zwei Söhne (* 2017 und * 2020) und eine Tochter (* 2021).

## Politischer Einfluss
Usha Vance war 2014 noch als Demokratin registriert und half ihrem Mann beim Verfassen seines 2016 erschienenen Buches Hillbilly-Elegie. Die Unternehmenskultur der Kanzlei Munger, Tolles & Olson in San Francisco, für die sie seinerzeit arbeitete, wurde als „radikal progressiv“ beschrieben. Nach dem Sturm auf das Kapitol in Washington 2021 äußerte sie sich gegenüber Freunden noch kritisch über Trump und bezeichnete die Vorgänge als „zutiefst verstörend“. Als mögliche Motive für ihren Seitenwechsel werden persönlicher Ehrgeiz und vorbehaltlose Gefolgschaft gegenüber ihrem Ehemann erwogen. Besonders von indischen Beobachtern wird auf der anderen Seite der Einfluss hervorgehoben, den Usha ihrerseits auf die Entwicklung ihres Mannes genommen hat, auch was dessen Hinwendung zu Trump angeht. So soll sie ihn aus ihren hinduistischen Grundüberzeugungen heraus zur Abkehr vom Atheismus gebracht und zum Eintritt in die römisch-katholische Kirche ermutigt haben. Annett Meiritz, die US-Korrespondentin des Handelsblatts, beschreibt Usha Vance als „Geheimwaffe“ ihres Mannes. Ihre Rolle als politische Akteurin, die am Aufbau einer Drohkulisse gegenüber Gegnern von Trumps Politik mitwirkt, wurde besonders anlässlich ihrer geplanten Reise nach Grönland Ende März 2025 offenbar, die schon im Vorfeld auf scharfe Ablehnung vieler Grönländer stieß und als „Machtdemonstration“, „Provokation“ oder „Propaganda“ charakterisiert wurde.

## Mediale Darstellung
In Hillbilly-Elegie (2020), einem Film über das Leben ihres Mannes und der Verfilmung des gleichnamigen Buches, wurde sie von der Schauspielerin Freida Pinto verkörpert.